# 68448 Sidneywolff
68448 Sidneywolff è un asteroide della fascia principale. Scoperto nel 2001, presenta un'orbita caratterizzata da un semiasse maggiore pari a 2,2876244 UA e da un'eccentricità di 0,2390132, inclinata di 9,20443° rispetto all'eclittica.
L'asteroide è dedicato all'astronomo statunitense Sidney C. Wolff.